# (8472) Tarroni
(8472) Tarroni (1983 TC) – planetoida z pasa głównego asteroid okrążająca Słońce w ciągu 4,42 lat w średniej odległości 2,69 au. Odkryta 12 października 1983 roku.